# Mount Bosavi
Der Bosavi (Mount Bosavi) ist ein 2507 m hoher Berg in der Southern Highlands Province von Papua-Neuguinea. Er befindet sich auf dem Großen Papua-Plateau und ist ein Teil des Kikoribeckens. Bosavi ist ein stark erodierter Vulkankegel mit einer Caldera, die sich nach Süden öffnet. Der Krater ist etwa 4 km breit und 1 km tief. Der erloschene Vulkan erhebt sich 2000 m über die ihn umgebende Ebene. Sein letzter Ausbruch ereignete sich vor 200.000 Jahren.
Der Mount Bosavi ist die Heimat einer Vielzahl einzigartiger Tierarten. Eine internationale Expedition unter Beteiligung von Wissenschaftlern vom Smithsonian Nationalen Museum für Naturkunde in Washington und einem Fernsehteam von der Natural History Unit der BBC entdeckte 2009 mehr als 40 bisher unbekannte Arten, darunter 16 Frösche, drei Fische, eine Fledermaus und eine Ratte mit dem noch inoffiziellen Namen Bosavi-Wollratte, die wahrscheinlich zu den Riesenbaumratten gehört und mit einer Länge von ca. 82 cm und einem Gewicht von etwa 1,5 kg eine der größten Ratten der Welt ist.
Ein Teil des Berges gehört zum Sulamesi Wildlife Management Area, das im Jahr 2006 gegründet wurde. Es ist Teil der zur Nominierung für das UNESCO-Welterbe vorgesehenen gemischten Kultur- und Naturerbestätte
Kikori-Becken/Großes Papua-Plateau.
Die Menschen, die nördlich des Mount Bosavi leben, bezeichnen sich selbst als Bosavi Kalu (Menschen vom Bosavi) und teilen sich in vier kulturell identische, aber sprachlich unterschiedliche Gruppen, die Kaluli, Ologo, Walulu und Wisesi. Zusammen werden sie Bosavi genannt.